# Дамис (гигант)
Дамис — в древнегреческой мифологии гигант. Родился, как и прочие гиганты, из крови Урана, оскоплённого Кроносом. Являлся смертным. Был самым быстрым из гигантов, воевавших с богами. Имя Дамиса, вероятно, происходило от греческого слова, означающего «подавлять» или «завоевывать». Дамис был убит совместными усилиями Зевса и Геракла, так как только вместе олимпийцы и люди могли победить гигантов. При этом, так как мать гигантов Гея способствовала исцелению их ран при помощи магического растения, Зевс временно запретил светилам светить днем и ночью. Гиганты не смогли отыскать растение в темноте и были перебиты.
Его тело было похоронено на горе Пелион. Его скелет был раскопан, а лодыжка использована для нужд Ахилла (его собственная, по одной из версий мифа, сгорела, когда мать героя Фетида испытывала бессмертие своих детей). Скорость ног Дамиса была извлечена мудрым кентавром Хироном, воспитателем героев, жившем на вышеупомянутой горе, вживившим её в пятки Ахилла (Ахиллеса). Ахиллесова пята затем сыграла свою роль в истории о гибели Ахилла в бою. История о лодыжке, взятой у гиганта, считается позднейшим дополнением к мифу об Ахиллесе.